# Pocșești, Orhei
Pocșești este un sat din cadrul comunei Donici din raionul Orhei, Republica Moldova
La marginea de vest a satului se află un amplasament de vertebrate fosile, arie protejată din categoria monumentelor naturii de tip geologic sau paleontologic.

## Istorie
Localitatea a fost atestată documentar în 1500, cu denumirea de Lopatna de Jos și redenumită ulterior după numele moșierului:
„Din mila lui Dumnezeu, noi, Ștefan voievod, dom al Țării Moldovei. Facem cunoscut, cu aceasta carte a noastră, tuturor celor care o vor vedea sau o vor auzi citindu-se, ca a venit, înaintea noastră și înaintea boierilor noștri moldoveni, sluga noastră Iacob, fiul lui Mihail Otel gramatic, surorile lui, Crestina și Anușca, de bunăvoia lor, nesiliți de nimeni, nici asupriți, și au vândut ocina lor dreapta, din dreptul lor uric, din uricul tatălui lor Mihail Oțel gramatic, o seliște pe Lopatna, anume Lopatna de Jos, la gura Lopatnei, și au vândut slugilor noastre Duma Pocșescul și Manea, pentru 227 de zloți tătărești.

Și sculându-se slugile noastre, Duma Pocșescul și Manea, au plătit deplin toți acei bani mai sus scriși, 220 de zloți tătărești în mâinile slugii noastre Iacob, fiul lui Mihail Otel gramatic, și ale surorilor lui, Crestina și Anușca, înaintea noastră și înaintea boierilor noștri. Deci, noi, văzând a lor bunăvoie și tocmeala și plata deplina, noi, de asemenea, și de la noi am dat și am întărit slugilor noastre Duma Pocșescul și Manea acea mai înainte spusă seliște pe Lopatna, anume Lopatna de Jos, la gura Lopatnei, unde cade în Bezin, ...

...

70087 <1500> ani, luna 4, 20 zile.”